# Faraon (gra komputerowa)
Faraon (ang. Pharaoh) – komputerowa gra strategiczna wyprodukowana w 1999 roku przez studio Impression Games i wydana w 1999 roku przez Sierrę Entertainment.
Gra jest osadzona w realiach starożytnego Egiptu. Gracz wciela się w rolę przywódcy osady, stopniowo zdobywając coraz bardziej zaszczytne stanowiska w hierarchii, a pod koniec gry grając jako faraon.
Faraon jest dostępny także w formie dystrybucji cyfrowej, jednakże bez języka polskiego.

## Rozgrywka
Gra podzielona jest na etapy będące kolejnymi miastami do zbudowania, które gracz zalicza po kolei w ramach pięciu okresów: Genezy, Archaicznego, Starego Państwa, Średniego Państwa i Nowego Państwa. Rozgrywka jest częściowo nieliniowa. W niektórych momentach można wybrać miasto, w którym przyjdzie prowadzić grę. Najczęściej jednym z warunków ukończenia kolejnego etapu jest odpowiednia liczba domów na określonym poziomie.
W kolejnych miastach należy tworzyć miejsca przeznaczone do budowy domów, a także infrastrukturę. W grze zastosowano schemat rozwoju poszczególnych budynków – kolejne stadia wymagają dostępu do nowych udogodnień, początkowo prostych (na przykład dostęp do źródła wody czy żywności z bazaru), poprzez bardziej skomplikowane (na przykład opieka medyczna w miejscu zamieszkania), aż po bardzo wyszukane (dostęp do artykułów luksusowych i świątyń kilku bóstw).
W grze występują także elementy religii (konieczność utrzymania dobrych stosunków z jednym lub większą liczbą spośród pięciu bóstw: Ozyrysem, Ra, Ptah, Setem i Bastet), prowadzenia wojen, handlu i zarządzania finansami miasta. Oprócz odpowiedniej liczby domostw o określonym standardzie, często konieczne jest uzyskanie wysokich wskaźników kultury, dobrobytu i opinii Królestwa.
Ważnym elementem gry jest także budowa monumentów (piramid, mastab, obelisków i innych) oraz wkładanie do nich odpowiednich datków pogrzebowych. W przeciwieństwie do innych budowli w grze, monumenty powstają stopniowo i wymagają wielkich nakładów pracy i środków, jednak o ile występują w danym etapie gry, zawsze są elementem koniecznym do jego ukończenia.
W toku gry gracz może korzystać z pomocy doradców, odpowiedzialnych za poszczególne dziedziny życia w mieście i uaktywniających się stopniowo w miarę przechodzenia kolejnych poziomów gry.

## Odbiór gry
Gra została dobrze przyjęta, IGN ocenił grę 9/10, GameSpot 8,2/10 natomiast Eurogamer 7/10. Według recenzentów mimo podobieństw do Caesar III gra wnosi powiew świeżości w ten gatunek gier, przyciąga złożonym schematem rozbudowy miasta i muzyką.

## Kleopatra: Królowa Nilu
Rozszerzenie gry Faraon, zawierające 14 nowych scenariuszy rozpoczynających się tuż po zakończeniu misji z Faraona. Dodatek jest samodzielną grą i nie wymaga podstawowej wersji gry.
Kleopatra: Królowa Nilu wprowadza nowe monumenty takie jak grobowce Doliny Królów czy latarnia morska na Faros oraz wiele nowych budynków. Zostały dodane również nowe zagrożenia w postaci gradobicia oraz szarańczy. Ponadto gra wprowadza nowych przeciwników w postaci Persów, Macedończyków oraz Rzymian. Oprócz tego usprawniono aspekt techniczny, dodano wiele skrótów klawiaturowych, komend sterujących czy możliwość przyspieszenia czasu wznoszenia budynków.
Premiera dodatku odbyła się 28 lipca 2000, natomiast w Polsce gra została wydana miesiąc później tj. 28 sierpnia 2000.
W 2001 Faraon oraz Kleopatra: Królowa Nilu zostały wciągnięte przez Ministerstwo Edukacji Narodowej na listę pomocy dydaktycznych dla szkół ponadpodstawowych i gimnazjów.
23 marca 2001 został wydany Faraon: Złota Edycja (ang. Pharaoh: Gold) zawierający podstawową wersję gry oraz dodatek.
Dodatek dostępny jest także w formie dystrybucji cyfrowej (razem z podstawową grą), pozbawiony obsługi języka polskiego.